# Botryococcus
Genre
Botryococcus est un genre d'algues vertes. Les cellules forment un agrégat de forme irrégulière ; elles sont connectées par de fins filaments. Le corps de la cellule est ovoïde, de 6 à 10 μm de long et de 3 à 6 μm de large.
L'espèce holotype est Botryococcus braunii.

## Liste d'espèces
Selon AlgaeBase (4 avril 2018) :
- Botryococcus australis J.Komárek & P.Marvan
- Botryococcus balkachicus Zalessky
- Botryococcus braunii Kützing - espèce type
- Botryococcus calcareus West
- Botryococcus canadensis F.Hindák
- Botryococcus comperei J.Komárek & P.Marvan
- Botryococcus coorongianus Thiessen
- Botryococcus fernandoi J.Komárek & P.Marvan
- Botryococcus giganteus Reinsch
- Botryococcus neglectus (West & G.S.West) J.Komárek & P.Marvan
- Botryococcus pila J.Komárek & P.Marvan
- Botryococcus protuberans West & G.S.West
- Botryococcus pusillus Goor
- Botryococcus terribilis Komárek & Marvan
- Botryococcus terricola Klebs

Selon BioLib (4 avril 2018) :
- Botryococcus australis J. Komárek & P. Marvan
- Botryococcus braunii Kützing
- Botryococcus calcareus W. West
- Botryococcus canadensis F. Hindák
- Botryococcus comperei J. Komárek & P. Marvan
- Botryococcus fernandoi J. Komárek & P. Marvan
- Botryococcus giganteus Reinsch
- Botryococcus neglectus (W. West & G.S. West) J. Komárek & P. Marvan
- Botryococcus pila J. Komárek & P. Marvan
- Botryococcus protuberans W. West & G.S. West
- Botryococcus terribilis J. Komárek & P. Marvan
- Botryococcus terricola Klebs

Selon ITIS (4 avril 2018) :
- Botryococcus braunii Kuetzing
- Botryococcus protuberans W. West & G. S. Smith
- Botryococcus sudeticus Lemmermann

Selon NCBI (4 avril 2018) :
- Botryococcus braunii Botrycoccus braunii
- Botryococcus terribilis Komarek & Marvan, 1992

Selon Paleobiology Database (4 avril 2018) :
- Botryococcus braunii

Selon World Register of Marine Species (4 avril 2018) :
- Botryococcus australis J.Komárek & P.Marvan, 1992
- Botryococcus braunii Kützing, 1849
- Botryococcus calcareus West, 1892
- Botryococcus canadensis F.Hindák, 1991
- Botryococcus comperei J.Komárek & P.Marvan, 1992
- Botryococcus fernandoi J.Komárek & P.Marvan, 1992
- Botryococcus neglectus (West & G.S.West) J.Komárek & P.Marvan, 1992
- Botryococcus pila J.Komárek & P.Marvan, 1992
- Botryococcus protuberans West & G.S.West, 1905
- Botryococcus terribilis Komárek & Marvan, 1992
- Botryococcus terricola Klebs, 1883